# Адамс (селище, Нью-Йорк)
Адамс (англ. Adams) — селище (англ. village) в США, в окрузі Джефферсон штату Нью-Йорк. Населення — 1633 особи (2020).

## Географія
Адамс розташований за координатами 43°48′36″ пн. ш. 76°1′22″ зх. д. / 43.81000° пн. ш. 76.02278° зх. д. (43.810092, -76.022913).  За даними Бюро перепису населення США в 2010 році селище мало площу 3,75 км², уся площа — суходіл.

## Демографія
Згідно з переписом 2010 року, у селищі мешкало 1775 осіб у 739 домогосподарствах у складі 463 родин. Густота населення становила 474 особи/км².  Було 793 помешкання (212/км²).
Расовий склад населення:
| - 97,4 % — білих - 0,7 % — чорних або афроамериканців - 0,5 % — азіатів - 0,1 % — корінних американців |

До двох чи більше рас належало 1,2 %. Частка іспаномовних становила 0,7 % від усіх жителів.
За віковим діапазоном населення розподілялося таким чином: 27,2 % — особи молодші 18 років, 58,4 % — особи у віці 18—64 років, 14,4 % — особи у віці 65 років та старші. Медіана віку мешканця становила 35,6 року. На 100 осіб жіночої статі у селищі припадало 88,8 чоловіків;  на 100 жінок у віці від 18 років та старших — 84,7 чоловіків також старших 18 років.
Середній дохід на одне домашнє господарство  становив 57 607 доларів США (медіана — 40 341), а середній дохід на одну сім'ю — 77 535 доларів (медіана — 67 500). Медіана доходів становила 45 909 доларів для чоловіків та 34 583 долари для жінок. За межею бідності перебувало 18,0 % осіб, у тому числі 22,8 % дітей у віці до 18 років та 10,6 % осіб у віці 65 років та старших.
Цивільне працевлаштоване населення становило 706 осіб. Основні галузі зайнятості: освіта, охорона здоров'я та соціальна допомога — 35,7 %, роздрібна торгівля — 15,0 %, мистецтво, розваги та відпочинок — 14,2 %.